# The Overlap
The Overlap is het derde studioalbum van Mr. So & So.De band leek op het punt van doorbreken te staan, maar haalde het uiteindelijk niet. Dit album kwam tot stand onder behoorlijke invloed van Marillion, vooral de tracks 5 en 6 hebben veel weg van de muziek die die band toen maakte. Het album is voor het grote deel opgenomen in The Racket Club (van Marillion), soms bevonden de musici zich in de Arena Studio, U.T.B. Studio of The Forge (van Mr. So & So zelf). Na dit album werd de band opgeheven en pas 14 jaar later verscheen een nieuw album.

## Musici
- Shaun McGowan – zang, basgitaar
- Charlotte Evans – zang
- David Foster – gitaar
- Kieren Twist – toetsinstrumenten
- Leon Parr – slagwerk

met Steve Rothery op Coup de grace en Spacewalk

## Muziek
| Nr. | Titel                          | Duur |
| --- | ------------------------------ | ---- |
| 1.  | Metaphor (Foster, McGowan)     |      |
| 2.  | Spacewalk (McGowan)            |      |
| 3.  | Drowners (Foster, McGowan)     |      |
| 4.  | Isn’t it amazing (McGowan)     |      |
| 5.  | Salamander (Foster, McGowan)   |      |
| 6.  | Subterfuge (Foster, McGowan)   |      |
| 7.  | Coup de grace (Twist, McGowan) |      |
| 8.  | The Overlap (Foster, McGowan)  |      |